# جوآنا مالویتز
جوآنا مالویتس (به انگلیسی: Joana Mallwitz؛ زاده ۲۳ سپتامبر ۱۹۸۶) رهبر ارکستر و پیانیست آلمانی است.

## زندگی‌نامه
مالویتز که در سال ۱۹۸۶ در هیلدسهایم متولد شد، از ۳ سالگی شروع به یادگیری ویولن و از ۵ سالگی شروع به یادگیری پیانو کرد. در سن ۱۴ سالگی، او شاگرد کریستا-ماریا هارتمن و کارل-هاینز کامرلینگ شد. او تحصیلات موسیقی خود را در مدرسه عالی موسیقی و تئاتر هانوفر ادامه داد، جایی که استادان رهبری ارکستر مانند مارتین براوس و ایجی اوئه بودند. در آنجا او تحصیلات پیانو را نزد کامرلینگ و برند گوتزکه ادامه داد. در سال ۲۰۰۴، او یک بورس تحصیلی رهبری ارکستر را از بنیاد بورسیه دانشگاهی آلمان دریافت کرد.
در سال ۲۰۰۶، مالویتز به دعوت کورنلیوس مایستر، رئیس وقت ارکستر و تئاتر هایدلبرگ، به عنوان سرپرست خوانندگان ارکستر به کادر رهبری آن پیوست. در طول سومین ماه کار خود در هایدلبرگ، او اولین حضور حرفه‌ای خود را به عنوان رهبر ارکستر، در اولین شب اجرای جدید گروه، مادام باترفلای تجربه کرد. از سال ۲۰۰۷ تا ۲۰۱۱، او در هایدلبرگ به عنوان کاپل‌مایستر دوم و دستیار رئیس ارکستر کار کرد. در سال ۲۰۰۹، او دریافت کننده جایزه موسیقی پرتوریوس بود.
در ژوئیه ۲۰۱۳، مالویتز به عنوان رئیس تئاتر ارفورت انتخاب شد، اولین رهبر ارکستر زن که در تاریخ این مؤسسه به این سمت منصوب شد. او رسماً این سمت را در فصل ۲۰۱۴–۲۰۱۵ به عهده گرفت، که در آن زمان جوانترین رئیس یک خانه اپرای آلمانی بود. او دوران ریاست خود در ارفورت را در پایان فصل ۲۰۱۸–۲۰۱۷ به پایان رساند.
در اکتبر ۲۰۱۷، تئاتر دولتی نورنبرگ مالویتز را به عنوان رئیس جدید خود اعلام کرد. او کارش را از فصل ۲۰۱۹–۲۰۱۸ به عنوان نخستین رهبر ارکستر زنی که به این سمت در نورنبرگ منصوب شده آغاز کرد. کار او در نورنبرگ شامل برپایی مجموعه‌ای از کنسرت‌های اکسپدیشنز برای معرفی آثار ارکسترال به مخاطبان بود. در اوت ۲۰۲۰، مالویتز اجرای نخست خود را در جشنواره سالزبورگ با اپرای همه زن‌ها اینگونه اند (Così fan tutte) انجام داد. به این ترتیب او سومین رهبر زنی بود که تاکنون یک اجرای اپرا را در جشنواره سالزبورگ رهبری کرده است و همچنین نخستین رهبر زن که مستقیماً از قبل توسط جشنواره سالزبورگ برای یک اجرای اپرا تعیین شده بود. مالویتز در پایان فصل ۲۰۲۲–۲۰۲۳ از سمت خود به عنوان رئیس اشتاتس‌تئاتر نورنبرگ کناره‌گیری کرد. در آوریل ۲۰۲۴، اشتاتس‌فیلارمونی نورنبرگ، ارکستر تئاتر اشتاتس نورنبرگ، مالویتز را به عنوان رهبر افتخاری خود برگزید، که اولین رهبر ارکستری بود که این عنوان را در تاریخ این ارکستر دریافت می‌کرد.
مالویتز برای اولین بار رهبری مهمان ارکستر کنسرت برلین را در فصل ۲۰۲۰–۲۰۲۱ بر عهده گرفت. در اوت ۲۰۲۱، این ارکستر انتصاب مالویتز را به عنوان رهبر ارشد و مدیر هنری بعدی خود اعلام کرد که از فصل ۲۰۲۳–۲۰۲۴ با قرارداد اولیه پنج فصل آغاز شد. مالویتز اولین رهبر زن است که به عنوان رهبر ارشد ارکستر کنسرت برلین و اولین رهبر زن است که به عنوان رهبر ارشد در ارکسترهای برلین منصوب شده است.
مالویتز با سیمون بوده، خواننده تنور آلمانی، که عضو گروه اپرای فرانکفورت است، ازدواج کرده است. در سال ۲۰۱۹، مجله Opernwelt، مالویتز را به عنوان رهبر سال برگزید. در نوامبر ۲۰۲۰، مالویتز جایزه ویژه از جایزه فرهنگ باواریا را دریافت کرد. مالویتز و بوده در سال ۲۰۲۱ صاحب اولین فرزندشان شدند. مالویتز به عنوان رهبر ارکستر در یک ضبط تجاری برای Oehms Classics و نیز در یک دی‌وی‌دی برای دویچه گرامافون از اجرای همه زن‌ها اینگونه اند در جشنواره سالزبورگ ۲۰۲۰ حضور دارد.

## جوایز
- نشان لیاقت ۲۰۲۳ جمهوری فدرال آلمان[۲۰]